# آستابل
آستابل (به انگلیسی: astable) یکی از انواع مولتی‌ویبراتورها است. آستابل دارای دو حالت است که هر دو حالت ناپایدار است (دارای نوسان پایدار است) و مرتباً از یک وضعیت یه وضعیت دیگر منتقل می‌شود. از آستابل می‌توان برای تولید موج مربع استفاده کرد.
آستابل را می‌توان به کمک ترانزیستور، تقویت کننده عملیاتی و تراشه زمان‌سنج ۵۵۵ ساخت.

## آستابل با ترانزیستور

آستابل

تحلیل: فرض می‌کنیم در لحظه روشن شدن ترانزیستور Q۱ روشن و ترانزیستور Q۲ خاموش باشد.
چون بیس ترانزیستور Q۲ از طریق مقاومت R۲ به منبع تغذیه متصل است ترانزیستور Q۲ خاموش نخواهد ماند و پس از مدتی دوباره روشن خواهد شد و بالعکس.
شکل موج ایجاد شده روی کلکتور ترانزیستورها، با اختلاف فاز ۱۸۰ درجه، تقریباً مربعی خواهد بود.
زمان هر نیم پریود از رابطه بدست t = ln(2)RC بدست می‌آید. در حالت مجموع نیز:
T = t۱ + t۲ = ln(2)R۲ C۱ + ln(2)R۳ C۲
برای فرکانس که عکس دوره زمانی است داریم:
{\displaystyle f={\frac {1}{T}}={\frac {1}{\ln(2)\cdot (R_{2}C_{1}+R_{3}C_{2})}}\approx {\frac {1}{0.693\cdot (R_{2}C_{1}+R_{3}C_{2})}}}
برای حالت خاص، زمانی که duty cycle=۵۰٪ (نیم پریودهای برابر t1=t۲) مقاومت‌های R2=R۳ و خازن‌های C1=C۲ داریم:
{\displaystyle f={\frac {1}{T}}={\frac {1}{\ln(2)\cdot 2RC}}\approx {\frac {0.721}{RC}}}

## آستابل باتراشه زمان‌سنج ۵۵۵

آستابل با آی سی تایمر ۵۵۵

کاربرد مقاومت R۲ این است که خازن به سرعت شارژ و دشارژ نشود.
از طریق روابط زیر می‌توان فرکانس کاری مدار، زمان high یا یک بودن و زمان low یا صفر بودن بودن را بدست آورد.
{\displaystyle f={\frac {1}{\ln(2)\cdot C\cdot (R_{1}+2R_{2})}}}
{\displaystyle \mathrm {high} =\ln(2)\cdot (R_{1}+R_{2})\cdot C}
{\displaystyle \mathrm {low} =\ln(2)\cdot R_{2}\cdot C}
توضیح عملکرد: ابتدا فرض می‌کنیم ترانزیستور خاموش است. پس خازن به سمت Vcc شارژ می‌شود ولی هنگامی که تا ۲/۳Vcc (دو سوم تغذیه) رسید چون به پابه آستانه متصل است خروجی low می‌شود. سپس ترانزیستور روشن می‌شود و خازن با ثابت زمانی R۱*C به سمت صفر می‌رود تا به ۱/۳Vcc (ثلث منبع تغذیه) برسد در این لحظه پایه تریگر مجدداً خروجی آی سی را High می‌کند و ترانزیستور خاموش می‌شود.  این سیکل مرتباً تکرار می‌شود .
پس شکل موج خروجی، یک موج مربعی است.
شکل موج ایجاد شده روی خازن، تقریباً یک شکل موج دندانه اره‌ای است. (به جای مقاومت می‌توان از منبع جریان استفاده کرد تا خازن با آهنگ یکسانی شارژ شود)

## پیوند مرتبط
- بای استابل
- مونوستابل